# Máriássy Lajos
Máriássy Lajos (Rozsnyó, 1888. október 16. – Budapest, 1953. november 19.) magyar labdarúgó, edző, sportvezető, a magyar labdarúgó-válogatott szövetségi kapitánya.

## Pályafutása

### Labdarúgóként
1900-ban került Budapestre. A piaristákhoz járt gimnáziumba. Itt ismerkedett meg a labdarúgással. Később a BTC, majd a Budapesti EAC játékosa volt. Hátvédként szerepelt. Egy tokszalag nyúlás vetett véget játékos pályafutásának.

### Edzőként
1923 -ban az MLSZ ügyésze lett. 1924 és 1926 között másfél évig állt a válogatott élén, mint szövetségi kapitány. A korra jellemző játékos-vándorlás, az anyagi előnyöket előtérbe helyező, külföldön játszó játékosokkal nehezen tudott egy erős, eredményes csapatot összeállítani. Veresége és győzelmek váltakozva fordultak elő. Tovább nehezítette helyzetét az álamatőrség, a meccshalmozás, a játékosok fáradtsága, az előkészületlenség. A kapitány feladatát folyamatosan keresztezték az egyesületi érdekek.
1930–1932 között újabb megbízással 17 mérkőzésen keresztül folytathatta szakmai munkáját. A kapitány ismét nem tudott megbirkózni a profi-vezetők által újra meg újra eléje gördített akadályokkal.

## Statisztika

### Mérkőzései szövetségi kapitányként
Első időszak
| Magyarország | Magyarország         | Magyarország                    | Magyarország  | Magyarország | Magyarország  | Magyarország | Magyarország | Magyarország |
| #            | Dátum                | Helyszín                        | Hazai         | Eredmény     | Vendég        | Kiírás       | Gólok        | Esemény      |
| ------------ | -------------------- | ------------------------------- | ------------- | ------------ | ------------- | ------------ | ------------ | ------------ |
| 1.           | 1924. augusztus 31.  | Budapest, Üllői úti pálya       | Magyarország  | 4 – 0        | Lengyelország | barátságos   | -            |              |
| 2.           | 1924. szeptember 14. | Bécs, Hohe Warte                | Ausztria      | 2 – 1        | Magyarország  | barátságos   | -            |              |
| 3.           | 1924. szeptember 21. | Budapest, Üllői úti pálya       | Magyarország  | 4 – 1        | Németország   | barátságos   | -            |              |
| 4.           | 1925. január 18.     | Milánó, Campo Milan             | Olaszország   | 1 – 2        | Magyarország  | barátságos   | -            |              |
| 5.           | 1925. március 25.    | Budapest, Hungária körúti pálya | Magyarország  | 5 – 0        | Svájc         | barátságos   | -            |              |
| 6.           | 1925. május 5.       | Bécs, Hohe Warte                | Ausztria      | 3 – 1        | Magyarország  | barátságos   | -            |              |
| 7.           | 1925. május 21.      | Budapest, Hungária körúti pálya | Magyarország  | 1 – 3        | Belgium       | barátságos   | -            |              |
| 8.           | 1925. július 12.     | Stockholm                       | Svédország    | 6 – 2        | Magyarország  | barátságos   | -            |              |
| 9.           | 1925. július 19.     | Krakkó, Wisla-pálya             | Lengyelország | 0 – 2        | Magyarország  | barátságos   | -            |              |
| 10.          | 1925. szeptember 20. | Budapest, Üllői úti pálya       | Magyarország  | 1 – 1        | Ausztria      | barátságos   | -            |              |
| 11.          | 1925. október 4.     | Budapest, Üllői úti pálya       | Magyarország  | 0 – 1        | Spanyolország | barátságos   | -            |              |
| 12.          | 1925. október 11.    | Prága, Sparta-pálya             | Csehszlovákia | 2 – 0        | Magyarország  | barátságos   | -            |              |
| 13.          | 1925. november 8.    | Budapest, Üllői úti pálya       | Magyarország  | 1 – 1        | Olaszország   | barátságos   | -            |              |
| 14.          | 1926. február 14.    | Brüsszel, Daring Club-pálya     | Belgium       | 0 – 2        | Magyarország  | barátságos   | -            |              |
|              | Összesen             |                                 |               | -            | mérkőzés      |              | -            | gól          |

Második időszak
| Magyarország | Magyarország         | Magyarország                    | Magyarország  | Magyarország | Magyarország  | Magyarország | Magyarország | Magyarország |
| #            | Dátum                | Helyszín                        | Hazai         | Eredmény     | Vendég        | Kiírás       | Gólok        | Esemény      |
| ------------ | -------------------- | ------------------------------- | ------------- | ------------ | ------------- | ------------ | ------------ | ------------ |
| 15.          | 1930. október 26.    | Budapest, Hungária körúti pálya | Magyarország  | 1 – 1        | Csehszlovákia | barátságos   | -            |              |
| 16.          | 1931. március 22.    | Prága, Sparta-pálya             | Csehszlovákia | 3 – 3        | Magyarország  | Európa-kupa  | -            |              |
| 17.          | 1931. április 12.    | Budapest, Hungária körúti pálya | Magyarország  | 6 – 2        | Svájc         | Európa-kupa  | -            |              |
| 18.          | 1931. május 3.       | Bécs, Hohe Warte                | Ausztria      | 0 – 0        | Magyarország  | Európa-kupa  | -            |              |
| 19.          | 1931. május 21.      | Belgrád, BSK-pálya              | Jugoszlávia   | 3 – 2        | Magyarország  | barátságos   | -            |              |
| 20.          | 1931. szeptember 20. | Budapest, Üllői úti pálya       | Magyarország  | 3 – 0        | Csehszlovákia | barátságos   | -            |              |
| 21.          | 1931. október 4.     | Budapest, Hungária körúti pálya | Magyarország  | 2 – 2        | Ausztria      | Európa-kupa  | -            |              |
| 22.          | 1931. november 8.    | Budapest, Üllői úti pálya       | Magyarország  | 3 – 1        | Svédország    | barátságos   | -            |              |
| 23.          | 1931. december 13.   | Torino, Campo Torino            | Olaszország   | 3 – 2        | Magyarország  | Európa-kupa  | -            |              |
| 24.          | 1932. február 19.    | Kairó                           | Egyiptom      | 0 – 0        | Magyarország  | barátságos   | -            |              |
| 25.          | 1932. március 20.    | Prága, Sparta-pálya             | Csehszlovákia | 1 – 3        | Magyarország  | barátságos   | -            |              |
| 26.          | 1932. április 24.    | Bécs, Hohe Warte                | Ausztria      | 8 – 2        | Magyarország  | barátságos   | -            |              |
| 27.          | 1932. május 8.       | Budapest, Hungária körúti pálya | Magyarország  | 1 – 1        | Olaszország   | Európa-kupa  | -            |              |
| 28.          | 1932. június 19.     | Bern                            | Svájc         | 3 – 1        | Magyarország  | Európa-kupa  | -            |              |
| 29.          | 1932. szeptember 18. | Budapest, Üllői úti pálya       | Magyarország  | 2 – 1        | Csehszlovákia | Európa-kupa  | -            |              |
| 30.          | 1932. október 2.     | Budapest, Üllői úti pálya       | Magyarország  | 2 – 3        | Ausztria      | barátságos   | -            |              |
| 31.          | 1932. október 30.    | Budapest, Hungária körúti pálya | Magyarország  | 2 – 1        | Németország   | barátságos   | -            |              |
|              | Összesen             |                                 |               | -            | mérkőzés      |              | -            | gól          |